# 大花野青茅
大花野青茅（学名：Deyeuxia megalantha）为禾本科野青茅属下的一个种。

## 扩展阅读
維基物種上的相關：大花野青茅